# 配管

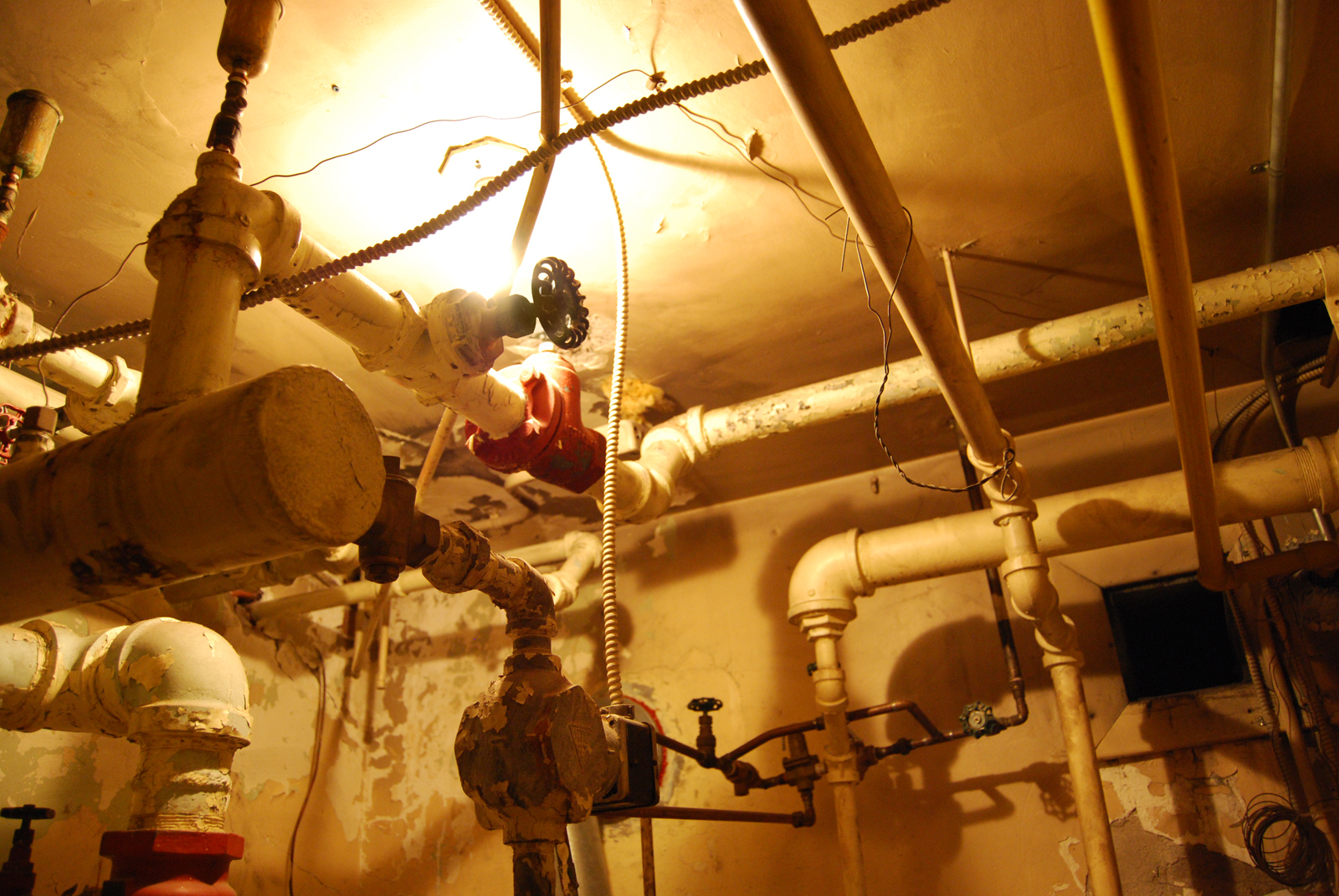
建物の様々な部分への流れを調節するために、剛性ある鋼配管とストップバルブを組み合わせた施工例。異なる系統を曲げたり交差させて、複雑な管路を構成している。

配管（はいかん）は、液体・気体・粉体などの流体を輸送、密閉、蓄圧することや配線などの保護を目的に管(パイプ)、チューブ、ホースを取り付けることである。また管自体を指していう場合もある。さまざまな用途に流体を運ぶシステム。
配管は、パイプ、バルブ、衛生器具、タンク、およびその他の装置を使用して流体を運ぶ。冷暖房（HVAC）、廃棄物の除去、および飲料水の供給は、配管の最も一般的な用途の1つだが、これらの用途に限定されることはない。ローマ時代に最初に使用された効果的なパイプは鉛パイプであったため、英単語plumbingはラテン語で鉛を意味するplumbumに由来する。

## 配線保護用の配管
計装用配管
計測機器、制御機器などの配管、圧力、温度、放射線、可視光線、測定データ伝送など。
電気設備用配管
照明設備や動力設備などの商用電源用ケーブルや自動火災報知設備や放送設備など弱電設備用のケーブルを保護するために電線管や電線ダクトを使用する。漏電による感電事故を未然に防ぐために、必ず管を接地する。

## 配管の色
配管系の識別表示（JIS Z 9102:1987）、医療ガス配管設備（JIS T 7101：2014）
ISO 14726 船舶及び海洋技術－配管系統の識別色
高圧ボンベの表示は、高圧ガス保安法(平成8年以前は高圧ガス取締法)の容器保安規則によって決められている。

## 材料
- 水道管
  - 銅管
  - 鉛管
  - 鉄管
  - 硬質ポリエチレン管
  - 硬質ポリ塩化ビニル管
  - 硬質塩化ビニルライニング鋼管
  - ステンレス管
  - フレキ管(フレキシブル管)
  - 陶管
  - 白管
- 排水管
  - 硬質ポリ塩化ビニル管
  - 下水道用ポリエチレン管
  - 耐火二層管
  - 鋳鉄管
  - 硬質塩化ビニルライニング鋼管
  - 土管
  - 陶管
- 消火管
  - 配管用炭素鋼管
  - 圧力配管用炭素鋼鋼管
- ガス管
  - 黒管
  - ガス用ポリエチレン管
- 保温材
- バルブ(バルヴ・弁)
  - 減圧弁
  - 制御弁
  - 定水位弁
  - 電磁弁
- フランジ(フランヂ)
- 継手-接手(ニップル、ソケット、ユニオン、エルボ、ブッシング等)、メカニカル継手、コア継手
- ポンプ
- ボールタップ
- パッキン(ガスケット・Oリング)・シール材
- 排水トラップ
- 蒸気トラップ(スチームトラップ)
- 流量計
- 圧力計
- 圧力調整器
- センサ
- ストレーナ
- サイトグラス
- 吊金具(配管支持金具)
- 防振装置

## 歴史

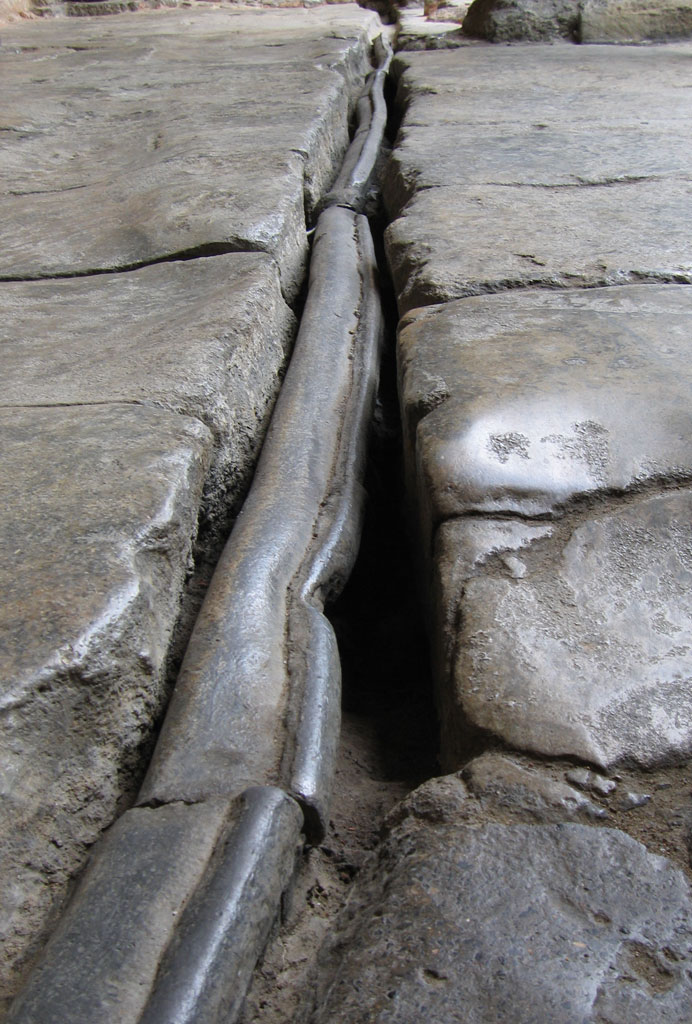
イギリス、バースのローマ浴場にある、縫い目が折りたたまれたローマの鉛パイプ

## システム

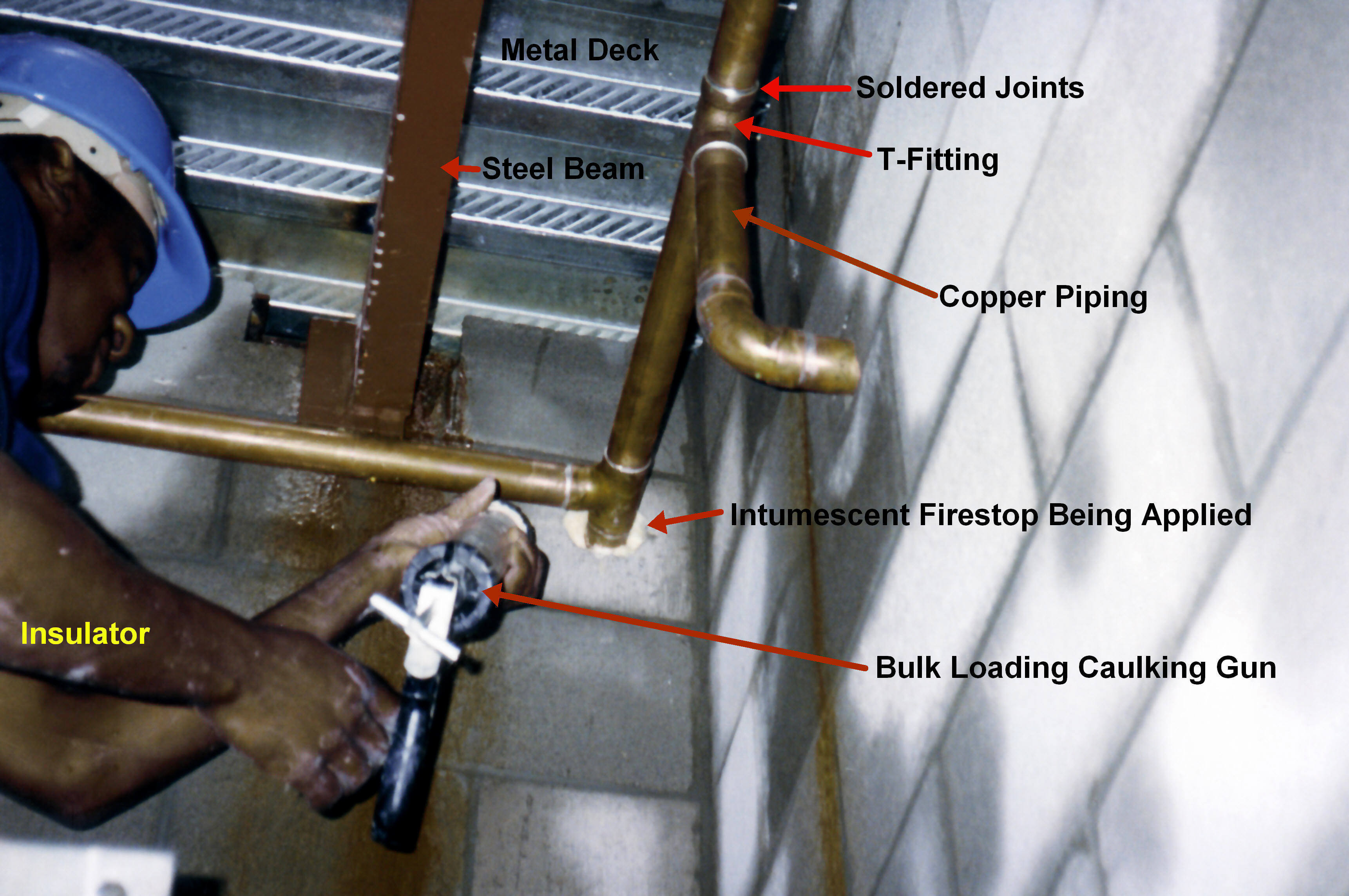
建物内の銅配管システム

## 水パイプ

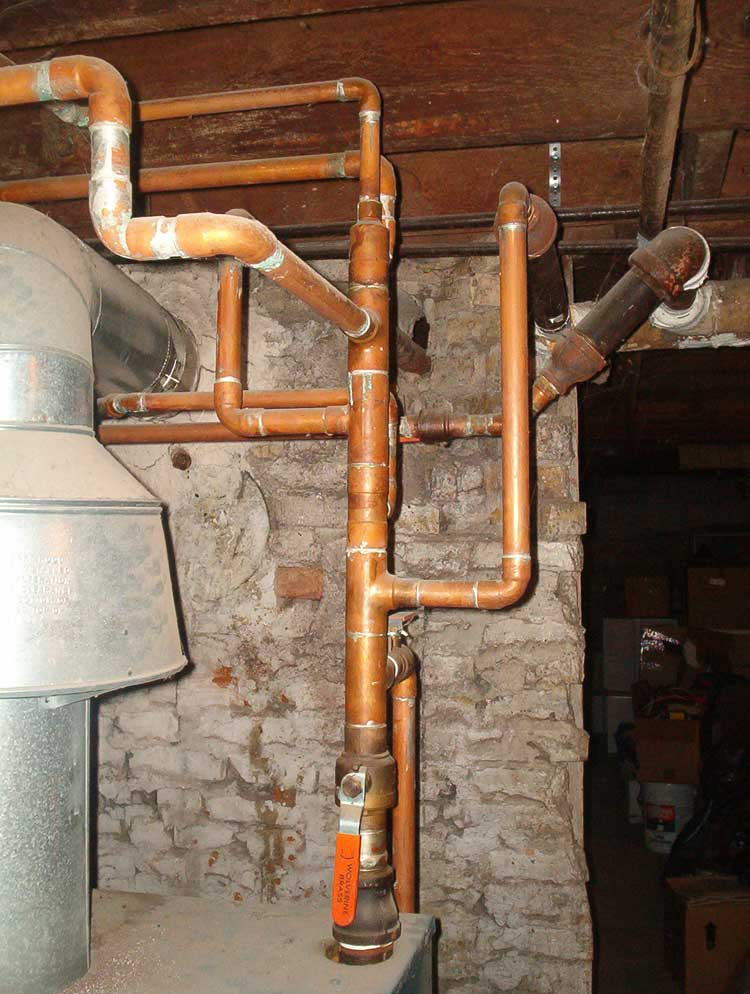
ラジエーター加熱システムで使用される銅製の水管のシステム。

### 歴史

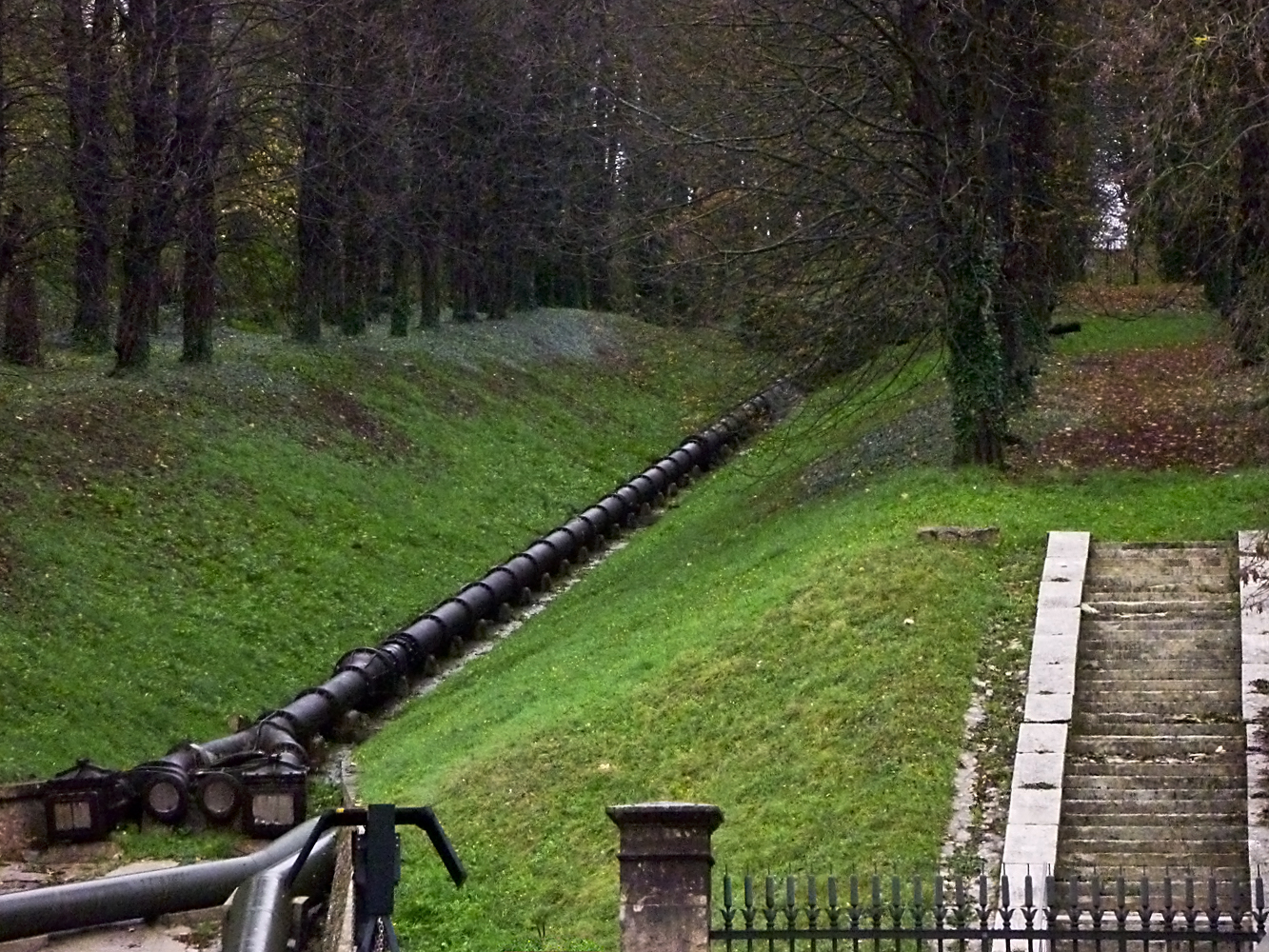
フランス、ベルサイユ近郊のマルリーの機械の残骸である古い水道管

#### プラスチック

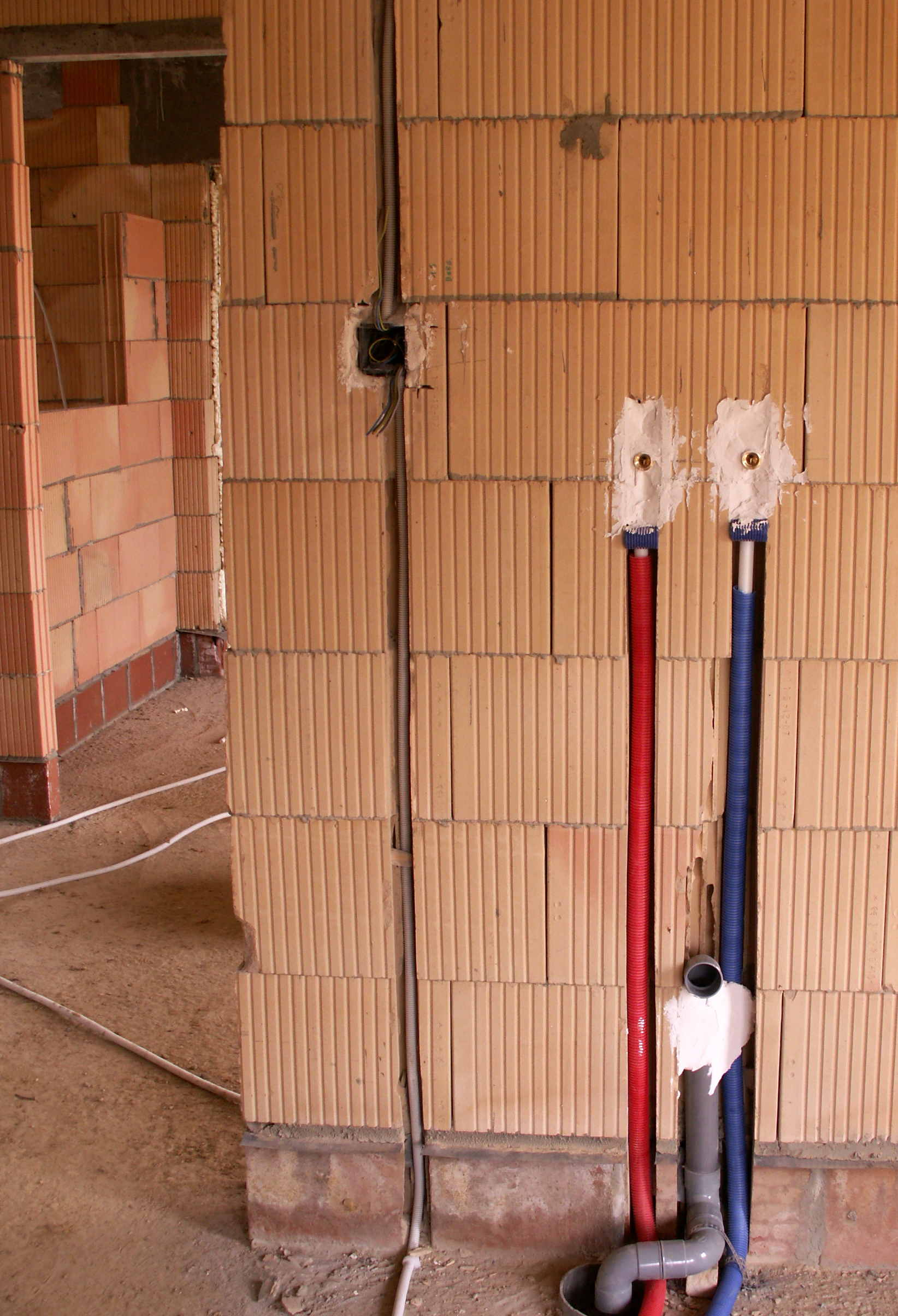
シンク用のプラスチック製のホットおよびコールド供給配管

## パイプとチューブの違い

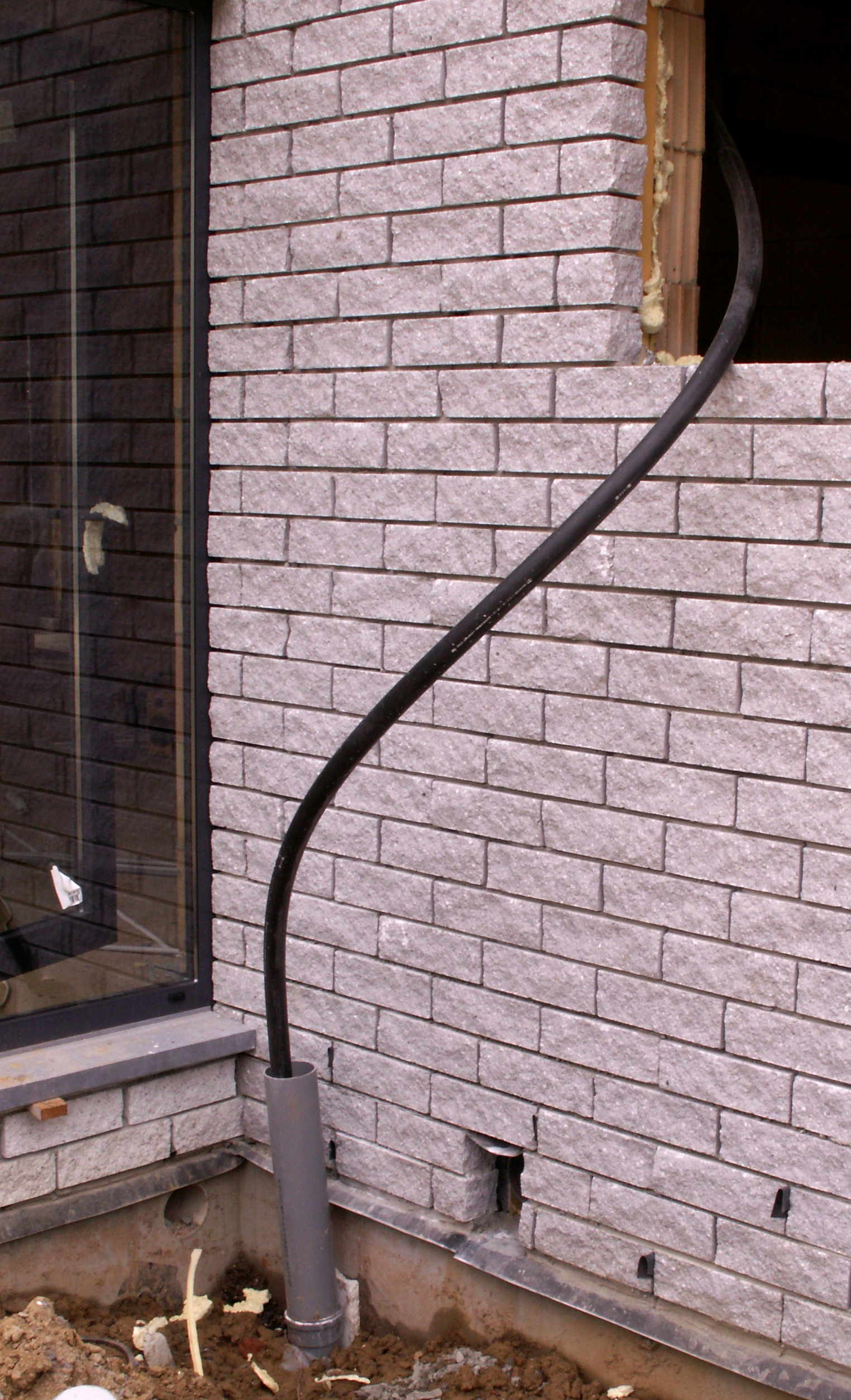
軟式雨水管の設置例。実際に水を流しているのは内側のチューブで、外側のチューブは保護ケーシングとしてのみ機能している。

### ギャラリー

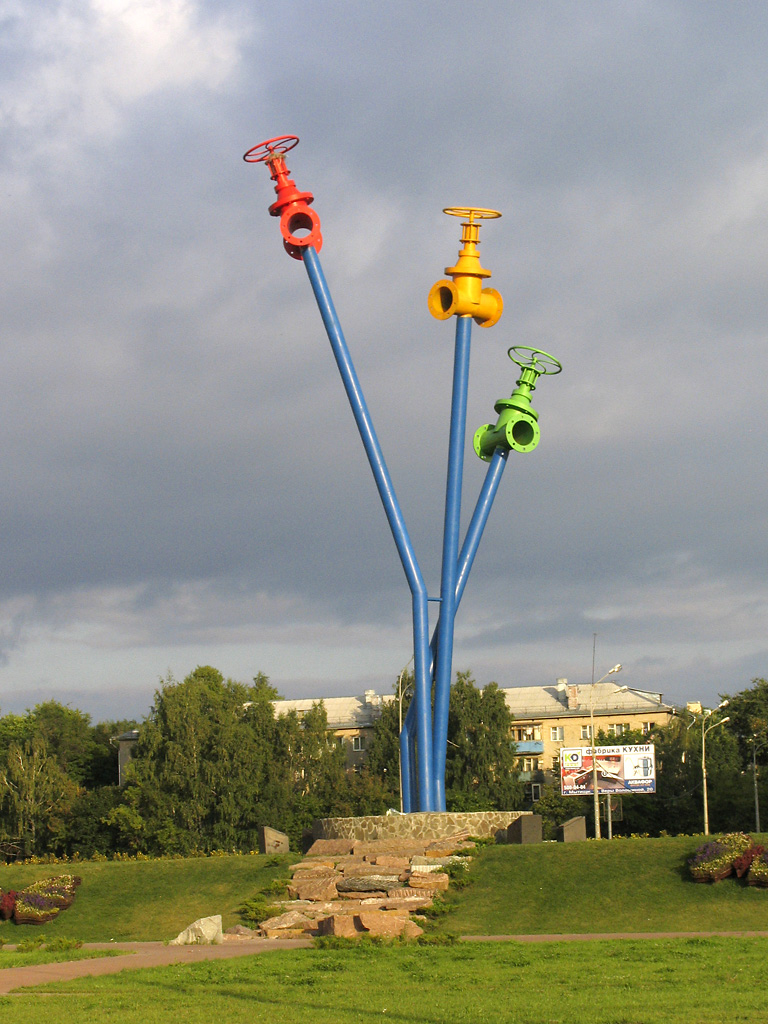
ムイチシチ（ロシア）の水道管の記念碑
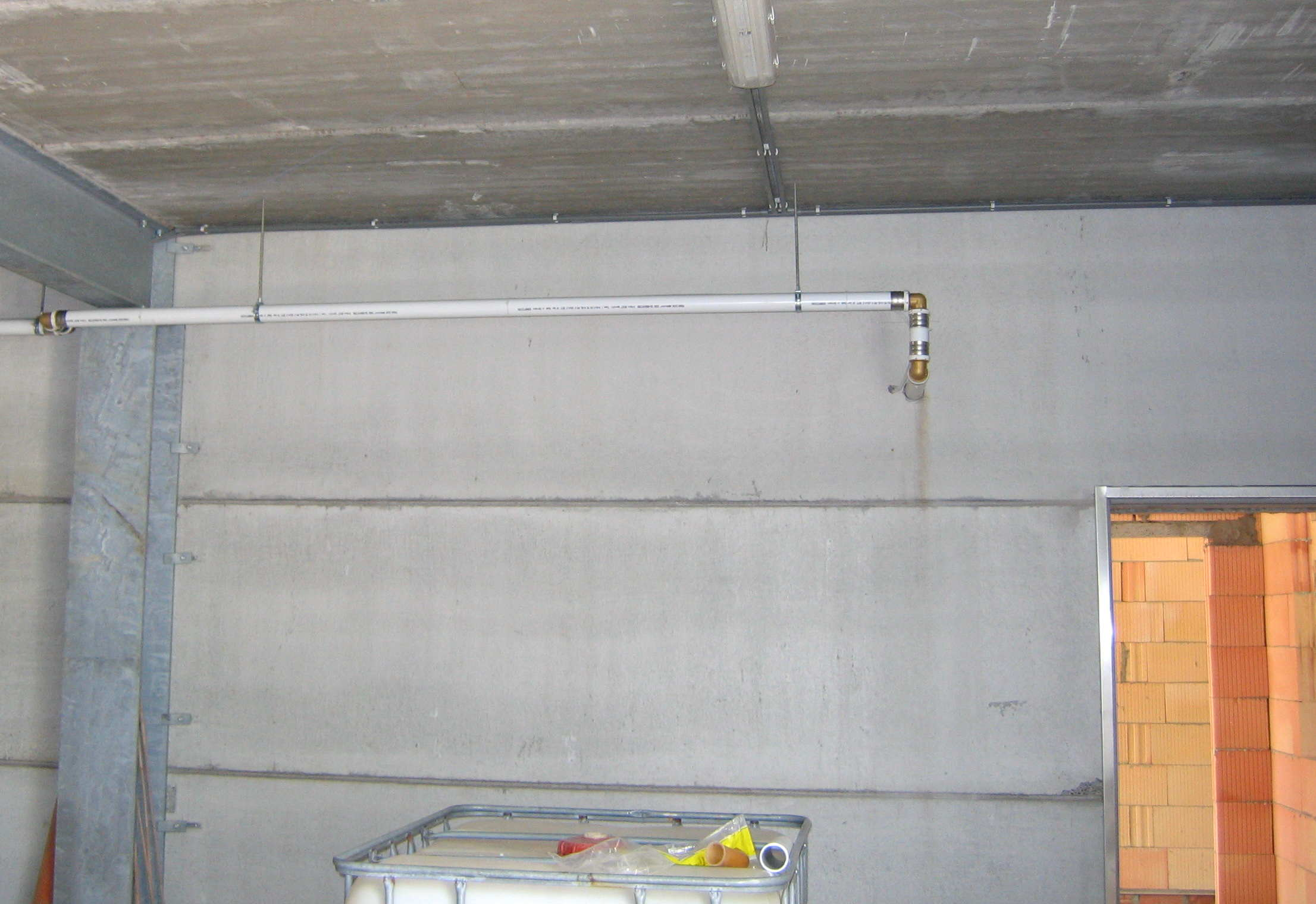
水道水用の配管。高圧水に耐えることができる配管剤は、低圧用に比べて比較的肉厚で外径が小さい。
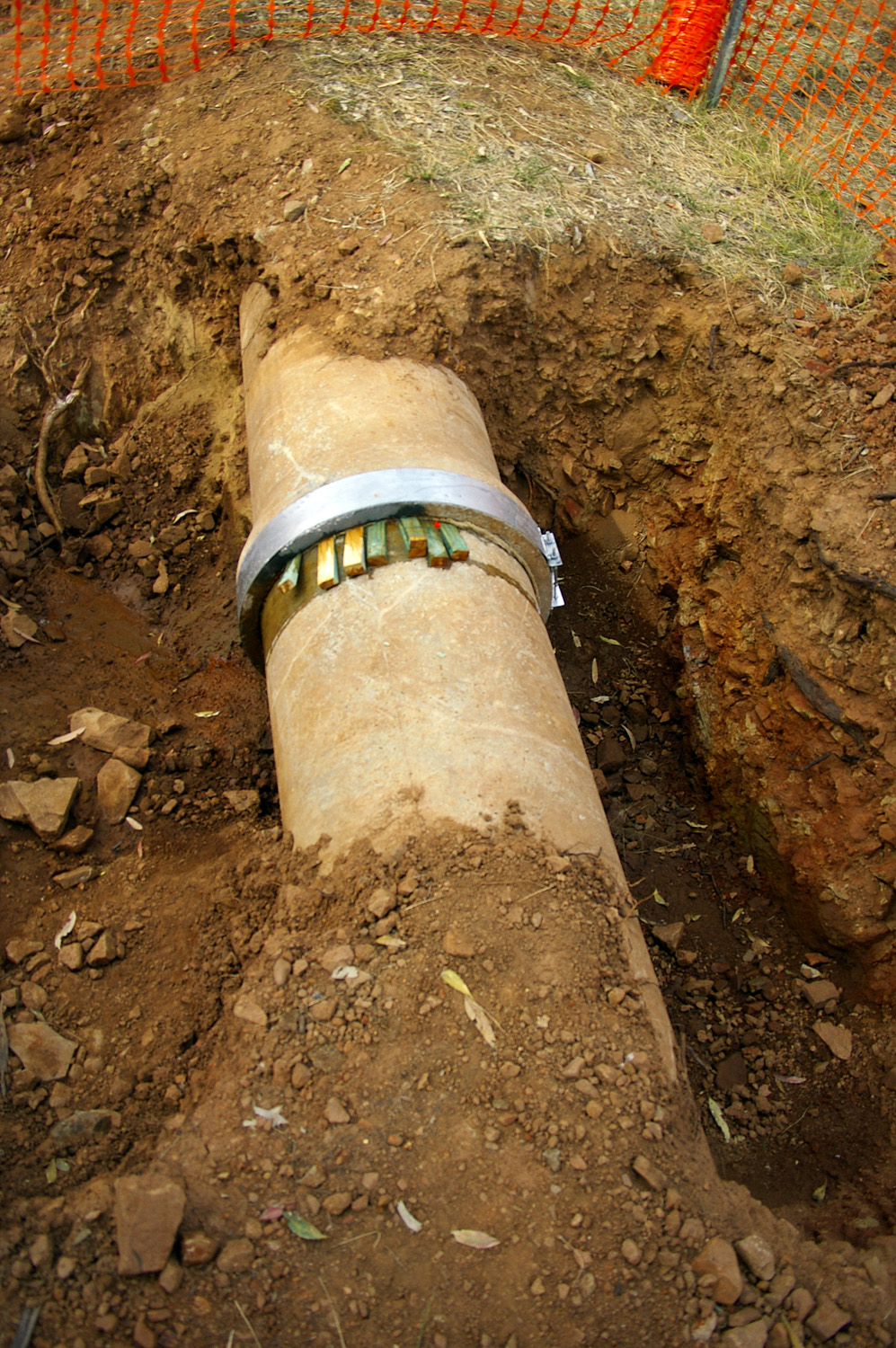
コンクリート水道管
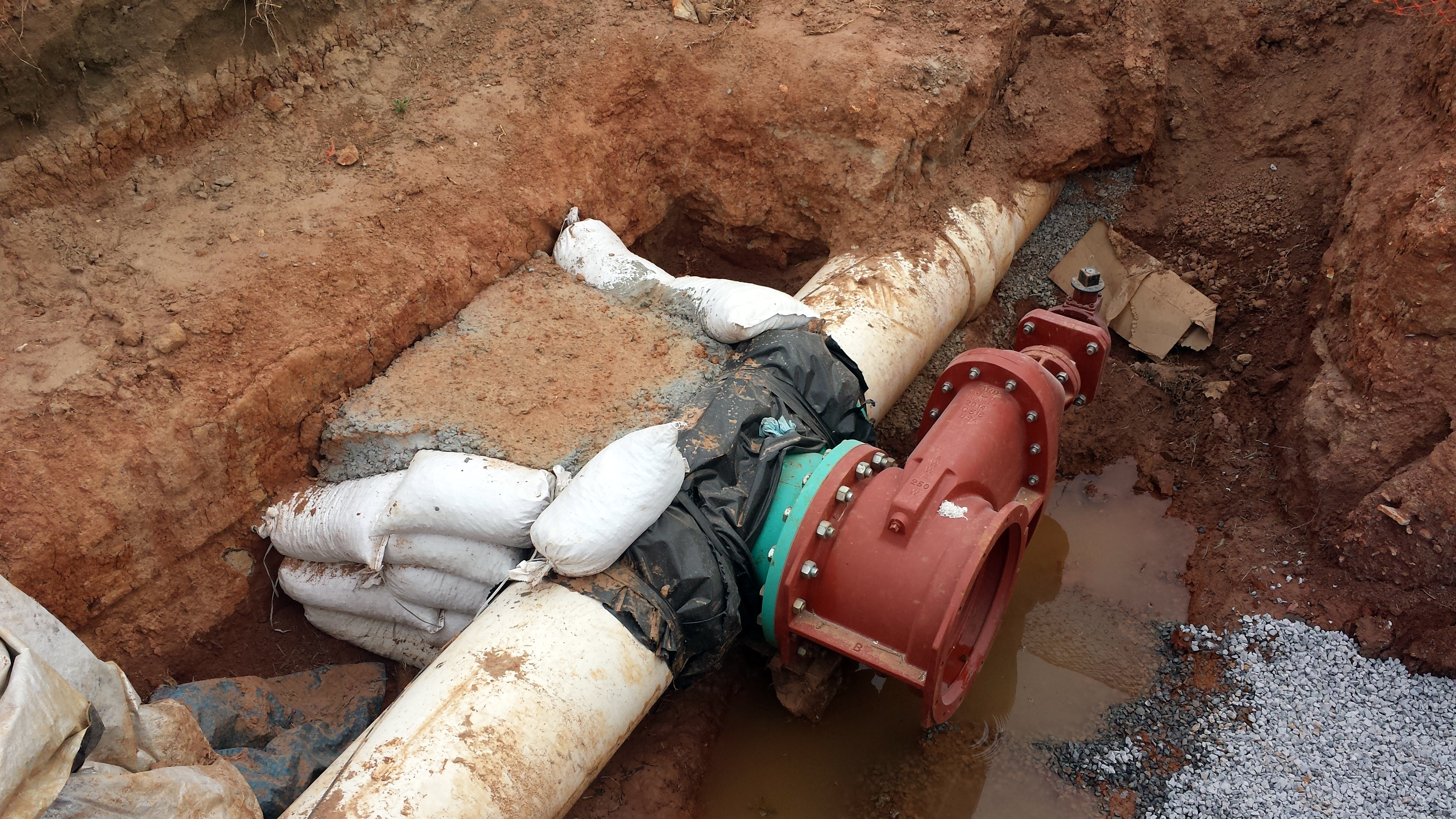
管路（白いパイプ）の途中に開閉遮断弁を増設された送水管。緑色が遮断弁の本体ケーシングで、茶色が開閉操作部。送水管が曲がらないように、遮断弁の背後にはコンクリート製の支持ブロックが差し込まれている

## 機器とツール

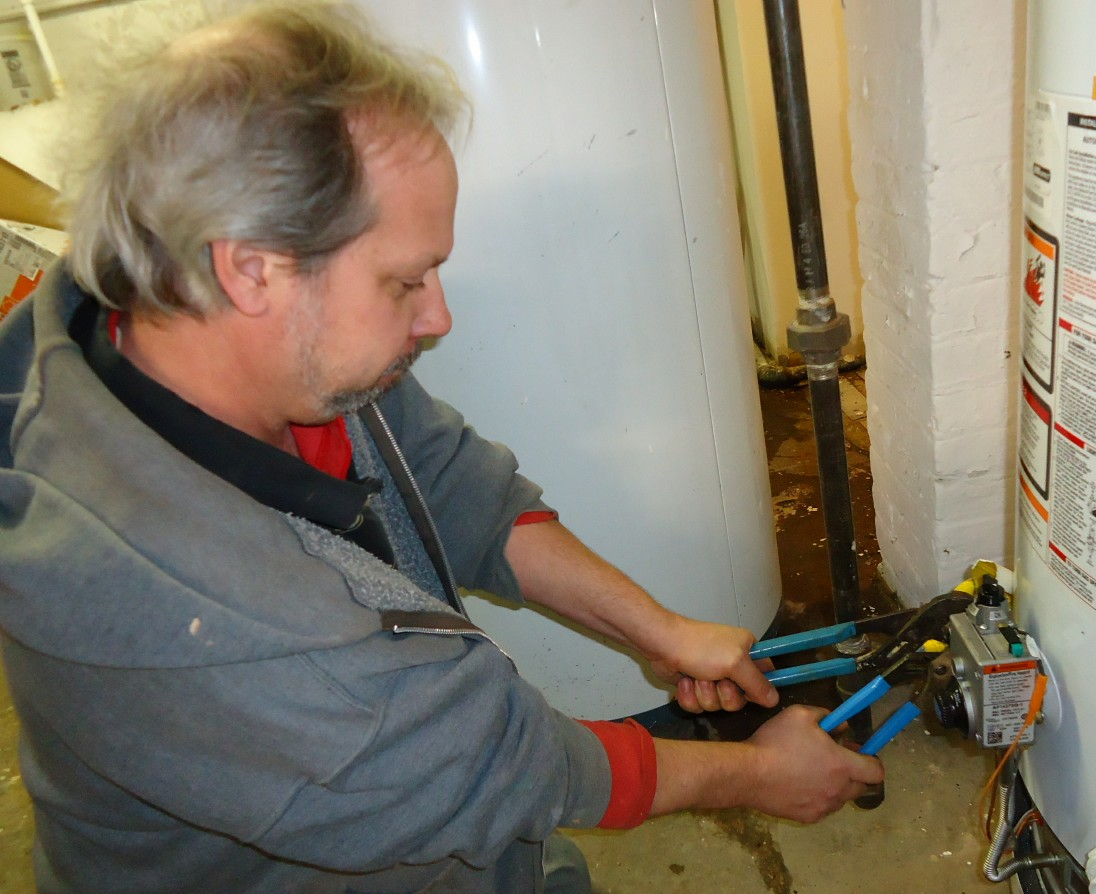
ガス供給ラインの継手を締める配管工。

## 規制

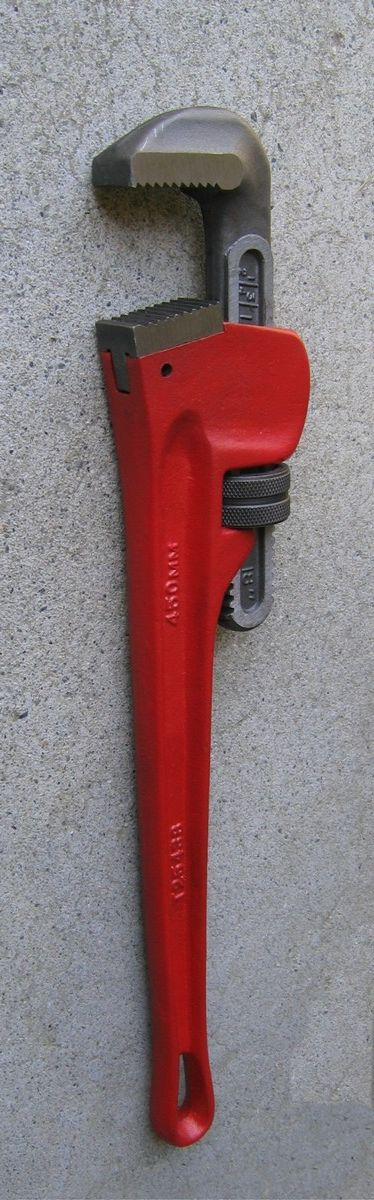
パイプを保持および回転させるためのパイプレンチ